# Jump River (Wisconsin)
Jump River – jednostka osadnicza w Stanach Zjednoczonych, w stanie Wisconsin, w hrabstwie Taylor.